# شهرستان هندریکس (ایندیانا)
شهرستان هندریکس، ایندیانا (به انگلیسی: Hendricks County, Indiana) شهرستانی در ایالات متحده آمریکا است که در ایندیانا واقع شده‌است.